# Cp (Unix)
cp je v informatice příkaz pro kopírování souborů v unixových operačních systémech.

## Syntaxe
```
cp [volby] odkud kam 
```

```
cp [volby] odkud … adresář
```

Podle posledního argumentu se rozlišují dva režimy činnosti. Jsou-li zadány dva argumenty a druhý je soubor, pak se provede zkopírování prvního souboru do druhého. Pokud je posledním argumentem adresář, pak se kopírují soubory zadané prvním až předposledním argumentem do adresáře, který je zadán posledním argumentem. V tomto druhém případě nedochází ke změně jména souboru. Jiné kombinace jsou chybné (víc argumentů, přičemž poslední z nich není adresář nebo méně než dva argumenty). Dostane-li se adresář na první až předposlední místo, pak se ve výchozí variantě ignoruje (výchozí adresáře se nekopírují).